# 1988년 하계 올림픽 야구
제24회 하계 올림픽 야구경기는 1988년 7월 26일부터 8월 5일까지 대한민국 서울에서 열렸다. 시범 경기로 열린 이 대회에는 여덟 나라가 참가했다.